# Uwe Greßmann
Uwe Greßmann (* 1. Mai 1933 in Berlin; † 30. Oktober 1969 in Berlin) war ein deutscher Lyriker. Er gilt als Poète maudit der DDR.

## Leben und Werk
Uwe Greßmann verbrachte seine Kindheit in verschiedenen Waisenhäusern und bei wechselnden Pflegeeltern. Nach Abschluss der Volksschule begann er eine Lehre als Elektroinstallateur, musste diese aber nach kurzer Zeit wegen einer schweren Tuberkuloseerkrankung abbrechen. Die Jahre von 1949 bis 1954 verbrachte er in Kliniken und Sanatorien und konnte daher weder die Lehre fortsetzen noch ein geplantes Studium an der ABF aufnehmen. Er arbeitete ab 1954 als Montierer in einer Privatfirma in Berlin, ab 1958 bei den HO-Gaststätten Berlin-Mitte zunächst als Bote, später als Postabfertiger. Ende der 1960er Jahre wurde er vom Dienst suspendiert und lebte als freier Autor und Übersetzer in Berlin.
Greßmann war literarischer Autodidakt, überliefert sind Berichte über sein exzessives Lesepensum. 1961 erschienen erste Gedichte in der Literaturzeitschrift NDL, gefolgt von weiteren Veröffentlichungen in Zeitschriften und Anthologien. Gefördert wurde er insbesondere von Adolf Endler, der sich bei Institutionen, Zeitungen und Verlagen für ihn einsetzte. 1966 erschien als einzige eigenständige Publikation zu Lebzeiten Greßmanns sein Gedichtband Der Vogel Frühling, der von Elke Erb in Sinn und Form überaus positiv besprochen wurde und mit dem der Autor endgültig zu einer der wichtigsten Stimmen der Lyrik seiner Zeit avancierte. Seinen zweiten Gedichtband Das Sonnenauto konnte Greßmann noch vorbereiten, die Publikation erfolgte 1972 bereits posthum. Einen dritten Gedichtband Sagenhafte Geschöpfe stellte Holger J. Schubert aus dem Nachlass zusammen. Weitere Herausgaben aus dem umfangreichen Nachlass, der im Literaturarchiv der Akademie der Künste zu Berlin liegt, besorgte Richard Pietraß 1978 in der von ihm betreuten Reihe Poesiealbum (Heft 126) sowie 1982 mit Lebenskünstler, einer umfangreichen Werkauswahl und Materialien zum Autor bei Reclam Leipzig (eine zweite, erweiterte Auflage erschien 1992). Unter dem Titel Schilda Komplex veröffentlichte Andreas Koziol 1998 im Druckhaus Galrev ein im Archiv überliefertes Nachlass-Konvolut von Texten, die dem DDR-Staat in Adaption der bekannten Schilda-Anekdoten satirisch-ernsthaft den Spiegel vorhalten. Wie Koziol in seinem editorischen Nachwort anmerkt, sei dieses Konvolut zu Beginn der 1970er Jahre, kurz nach Sicherstellung des Nachlasses, von unbekannter Hand aus dem Archiv entwendet worden und unter nicht verifizierbaren Umständen wieder dorthin zurückgelangt.
Obwohl er im Literaturbetrieb seiner Zeit ein Außenseiter blieb und zu Lebzeiten nur einen einzigen Gedichtband publizierte, war Greßmanns Werk für seine Zeitgenossen und auch die nachfolgende Generation vor allem ostdeutscher Lyriker von großer Bedeutung. Seine Art des Schreibens ist bis heute singulär. Eine Gesamtausgabe seiner – vielfach Fragment gebliebenen – Werke steht noch aus.
Im Jahr 2012 wurde eine Gedenkstätte für Uwe Greßmann auf dem Friedhof Pankow III errichtet.

## Werke
- Der Vogel Frühling. Gedichte, Mitteldeutscher Verlag, Halle (Saale) 1966 (2. Aufl. 1967).
- Das Sonnenauto. Gedichte. Mit einem Essay von Uwe Greßmann. Hrsg. und mit einem Nachwort von Holger J. Schubert, Mitteldeutscher Verlag, Halle (Saale) 1972.

### Werke aus dem Nachlass

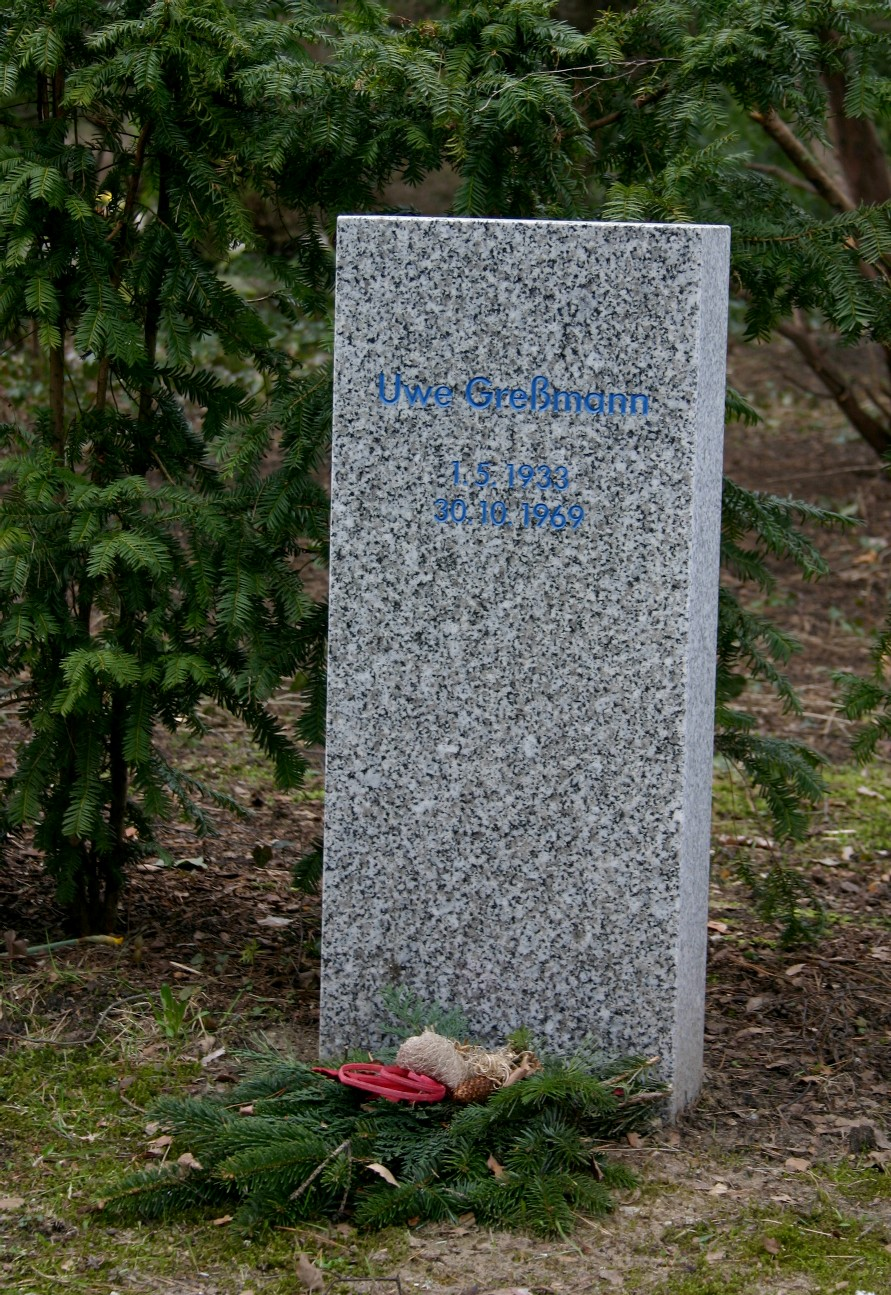
Grab von Uwe Greßmann auf einem Friedhof in Berlin-Pankow

- Sagenhafte Geschöpfe. Gedichte, aus dem Nachlass hrsg. und mit einem Nachwort von Holger J. Schubert, Mitteldeutscher Verlag, Halle-Leipzig 1978.
- Poesiealbum 126, hrsg. von Richard Pietraß, Verlag Neues Leben, Berlin 1978.
- Uwe Greßmann: Lebenskünstler. Texte, Lebenszeugnisse, Erinnerungen, hrsg. von Richard Pietraß, Reclam Leipzig 1982. 2. Aufl. 1992. ISBN 3-379-00681-5.
- Schilda. Christine Schlegel (Kaltnadelradierungen), Auswahl aus den nachgelassenen Gedichten besorgten Andreas Koziol und Richard Pietraß. Edition Mariannenpresse, Berlin 1996. ISBN 3-922510-87-6.
- Uwe Greßmann: Schilda Komplex, hrsg. von Andreas Koziol, mit Zeichnungen von Christine Schlegel, Edition qwert zui opü im Druckhaus Galrev, Berlin 1998. ISBN 3-933149-03-7.

## Sekundärliteratur
- Adolf Endler: Die Welt Uwe Greßmanns, in: ders., Nebbich. Eine deutsche Karriere, Göttingen 2005.
- Elke Erb: Diese und jene Naivität, in: Sinn und Form, Heft 2/1968, S. 516–520. (Ein Vergleich der Lyrikdebüts von Uwe Greßmann und Reinhard Weisbach).
- Wolfgang Ertl: Natur und Landschaft in der Lyrik der DDR: Walter Werner, Wulf Kirsten und Uwe Gressmann. Stuttgarter Arbeiten zur Germanistik Bd. 109, Stuttgart 1982.
- Peter Geist: Der Lyriker Uwe Greßmann. Zur Profilierung der künstlerischen Subjektivität und zu Leitlinien seines Werkes. Diplomarbeit 1979 (unpubl.).
- Peter Geist: Uwe Greßmann, in: Ursula Heukenkamp/Peter Geist (Hrsg.): Deutschsprachige Lyriker des 20. Jahrhunderts, Berlin 2006.
- Thomas Markwart: Art. Greßmann, Uwe, in: Michael Opitz (Hrsg.): Metzler Lexikon der DDR-Literatur, 2009, S. 112–113.
- Steffen Popp: Nachdenken über Uwe Greßmann Mit einer Information von Adolf Endler und einer Gedichtauswahl, in: Schreibheft 83, Köln 09/2014.
- Kristin Schulz: Uwe Greßmann: der "geheime" König von Berlin, in: Roland Berbig (Hrsg.): Der Lyrikclub Pankow: literarische Zirkel in der DDR, Berlin 2000, S. 129–149.
- Jürgen Serke: Zuhause im Exil. Dichter, die eigenmächtig blieben in der DDR, München 1998, S. 109–129.
- Kurzbiografie zu: Gressmann, Uwe. In: Wer war wer in der DDR? 5. Ausgabe. Band 1. Ch. Links, Berlin 2010, ISBN 978-3-86153-561-4.

## Film
- Peter Joachim Holz: Motivbesichtigung. Ansichten zu Leben und Tod des Dichters Uwe Greßmann. Dokumentarfilm 1977, Hochschule für Film und Fernsehen Potsdam-Babelsberg.